# Helenenfriedhof (Baden)

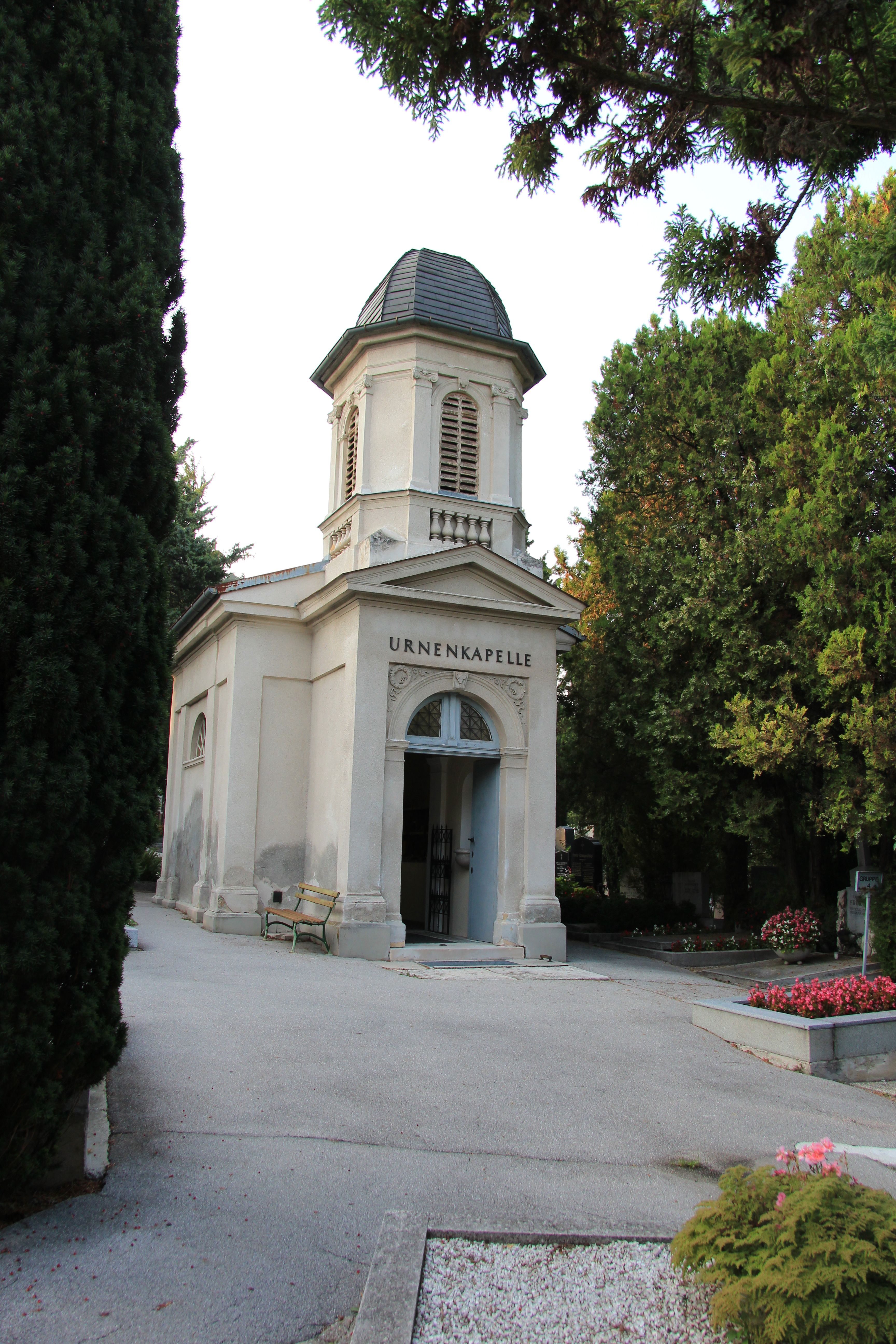
Urnenkapelle

Der Helenenfriedhof ist ein konfessioneller Friedhof im Stadtteil Weikersdorf der Stadt Baden bei Wien. Er steht als Kulturdenkmal unter Denkmalschutz (Listeneintrag). Eine Vielzahl historischer Persönlichkeiten ist hier begraben.

## Geschichte
Ursprünglich wurden die Toten von Weikersdorf auf dem Kirchhof der Helenenkirche beigesetzt. Dieser wurde jedoch einige Male durch Hochwasser der Schwechat zerstört. Daraufhin wurde 1832 der Helenenfriedhof am Hang des Römerberges in der Steinbruchgasse neu angelegt. Die Einweihung erfolgte am 23. März 1832.
Rund um die Aufbahrungshalle (heute Urnenkapelle) wurde der ältere Teil des Friedhofs eingerichtet und später nach oben erweitert. Die Urnenkapelle selbst wurde 1867 nach Plänen von Anton Baumgarten errichtet. Seit 1957 gehört der Friedhof zur katholischen Pfarre St. Christoph.
Auf dem Friedhof befinden sich etwa 1880 Grabstellen, davon 52 Urnennischen in der Urnenkapelle.

## Persönlichkeiten, die auf dem Helenenfriedhof begraben sind
| Namen                                    | Lebensdaten | Beruf | Bild / Koordinaten | Beschreibung |
| ---------------------------------------- | ----------- | --- | ------------------ | ------------ |
| Heinrich Baltazzi                        | 1858–1929   | Offizier und Pferdesportler | ⊙                  |              |
| Anton Baumgarten                         | 1820–1887   | Architekt und Stadtbaumeister | 0                  |              |
| Artur Graf Bylandt-Rheidt                | 1854–1915   | Minister | ⊙                  |              |
| Josef Ettenreich                         | 1800–1875   | Wiener Bürger und Fleischhauer, der entscheidend an der Vereitelung des Messerattentats auf Kaiser Franz Joseph I. beteiligt war |                    |              |
| Karl Buchböck                            | 1870–1944   | Generalmajor | ⊙                  |              |
| Anton von Doblhoff-Dier                  | 1800–1872   | Minister | ⊙                  |              |
| Josef von Doblhoff-Dier                  | 1844–1928   | Schriftsteller, Diplomat und Forschungsreisender                                                                                 | ⊙                  |              |
| Joseph von Doblhoff-Dier                 | 1806–1856   | Abgeordneter der Frankfurter Nationalversammlung                                                                                 | ⊙                  |              |
| Eduard Dolezal                           | 1862–1955   | Geodät | 0                  |              |
| Ferdinand Freiherr von Franz             | 1829–1815   | KuK General der Infanterie | ⊙                  |              |
| Karl von Gstöttner                       | 1840–1910   | Feldmarschalleutnant | ⊙                  |              |
| Hermann Heim                             | 1846–1919   | Unternehmer | 0                  |              |
| Lizzi Holzschuh                          | 1908–1979   | Filmschauspielerin | ⊙                  |              |
| Rudolf Graf von Montecuccoli             | 1843–1922   | Admiral und Marinekommandant | ⊙                  |              |
| Julius Neumann von Spallart              | 1831–1896   | General | ⊙                  |              |
| Elisabeth Franziska Maria von Österreich | 1831–1903   | Prinzessin | ⊙                  |              |
| Karl Schmidt von Óhegy                   | 1830–1911   | Feldmarschalleutnant | ⊙                  |              |
| Fred Raul                                | 1910–1985   | Schauspieler und Regisseur | 0                  |              |
| Karl Freiherr von Rath                   | 1820–1906   | KuK Feldmarschalleutnant | ⊙                  |              |
| Marika Rökk                              | 1913–2004   | Schauspielerin | 0                  |              |
| Johann Sklenka                           | 1911–1983   | Komponist, Kabarettist, Schauspieler und Regisseur                                                                               | 0                  |              |
| Heinrich Strecker                        | 1893–1981   | Komponist | 0                  |              |
| Peter Edler von Ther                     | 1835–1917   | General der Kavallerie | ⊙                  |              |
| Rudolf Ritter von Theuerkauf             | 1834–1911   | Feldmarschalleutnant | ⊙                  |              |
| Friedrich Rupprecht von Virtsolog        | 1822–1896   | KuK Generalmajor | ⊙                  |              |
| Eduard Sacher                            | 1843–1892   | Gastronom und Hotelier | ⊙                  |              |
| Franz Sacher                             | 1816–1907   | Erfinder der Sachertorte | ⊙                  |              |
| Georg Ritter von Thaa                    | 1799–1882   | Beamter und Autor |                    |              |